# Aphanapteryx bonasia
El rascón rojo (Aphanapteryx bonasia) es una especie extinta de ave gruiforme de la familia Rallidae. Era endémica de Mauricio. Al igual que otras aves propias de esta isla, había perdido la capacidad de volar. Este hecho la hacía muy vulnerable a la caza por los colonos europeos, que finalmente la exterminaron poco después de 1693, fecha en que fue descrita por última vez. 

## Características
La información disponible sobre el rascón rojo, es la que ofrece un gran número de huesos, algunas descripciones, pinturas y dibujos que han llegado hasta nuestros días. De tamaño algo mayor que una gallina (unos 50 centímetros), su plumaje era de un marrón rojizo, con plumas esponjosas y que asemejaban pelo; su cola no era visible y sus cortas alas se escondían entre su plumaje. Tenía un pico largo levemente curvado de color marrón, y patas relativamente largas (para ser un rascón). En su conjunto se asemejaba más a un kiwi que a un rascón.

## Extinción

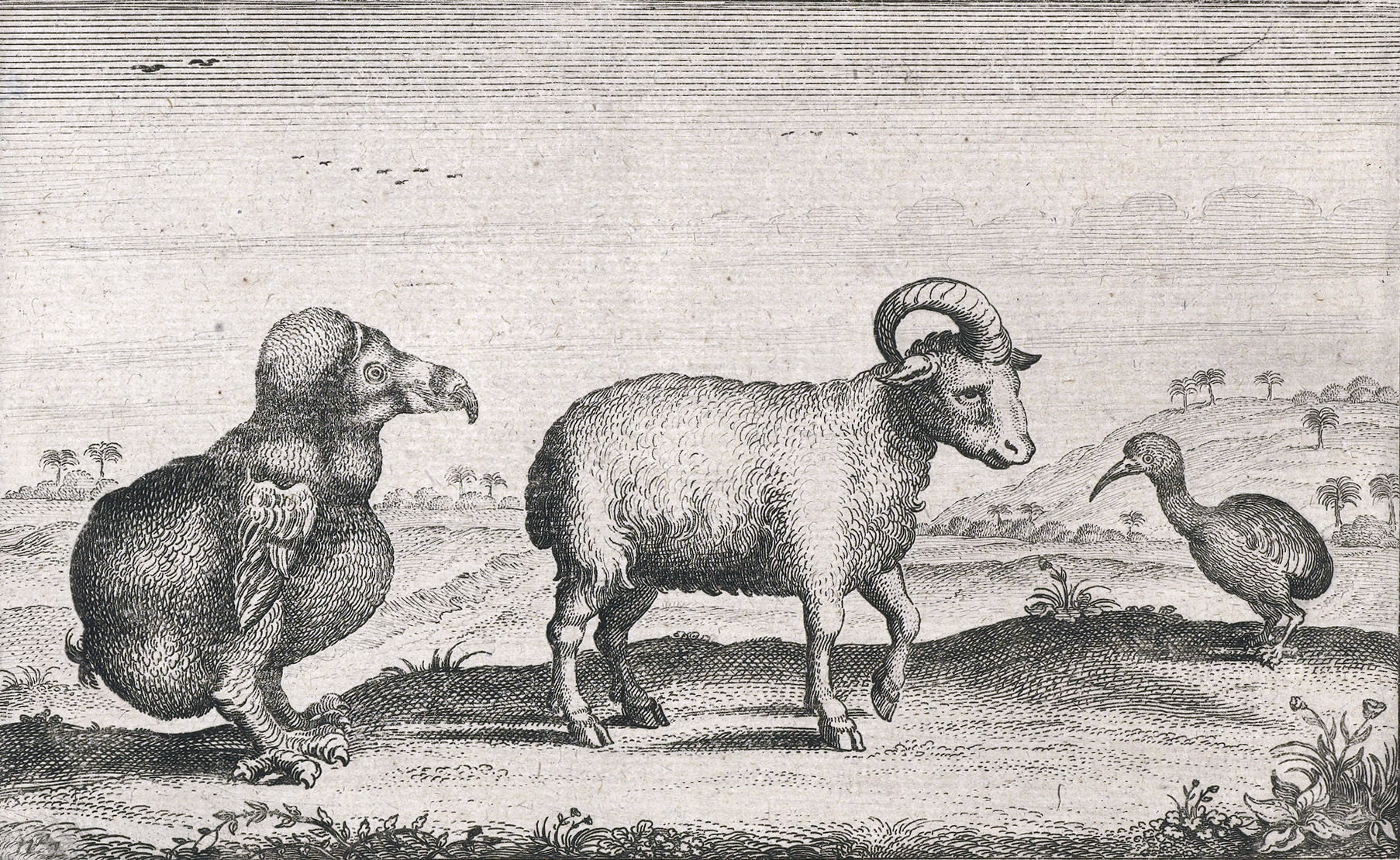
Representación por Pieter van den Broecke de un dodo, un carnero y un rascón rojo (1617).

El rascón fue cazado hasta su extinción durante el siglo posterior a su descubrimiento. Mientras que el dodo no era considerado un plato apetecible, y por lo tanto solo era matado por curiosidad o deporte, en cambio el rascón rojo era una popular ave de caza de los colonos holandeses y franceses. Aunque por lo general intentaba huir al ser perseguido, era muy fácil atraerlo mostrándole a las aves un trapo de color rojo, al cual se acercaban para atacar; un comportamiento similar se observó también en su pariente el rascón de Rodrigues (Erythromachus leguati). Entonces era muy fácil atrapar a las aves, y sus llamados atraían más individuos a la zona, ya que estas aves que se habían desarrollado en un ambiente sin depredadores, eran curiosas y no tenían miedo de los humanos. Como anidaba sobre el suelo, los cerdos comían sus huevos y polluelos, lo que muy probablemente ha contribuido a su extinción. 
Cuando François Leguat, quien en años previos había estado en contacto con el rascón de Rodrigues, llegó en 1693 a Mauricio, hizo notar que el rascón rojo ya era un ejemplar escaso; y fue él la última fuente en mencionar a esta ave. Por lo que se supone que se extinguió a comienzos del 1700. La determinación del estatus del rascón y su desaparición se dificulta por el hecho de que el nombre local del dodo, Todaersen (o dodaersen, "traseros abultados") fue transferido al rascón rojo, que también tenía cuartos traseros abultados.

## Taxonomía
A causa de la confusión indicada previamente con el dodo, y discrepancias en los dibujos, la lista de sinónimos del rascón rojo es bastante amplia:
| - Apterornis bonasia Selys, 1848 - Didus broeckii Schlegel, 1848 (según dibujo de van den Broecke) - Didus herberti Schlegel, 1854 (según dibujo de Herbert) - Aphanapteryx imperialis Frauenfeld, 1868 (según pintura de Hoefnagel) | - Pezophaps broeckii Schlegel, 1873 - Didus herbertii Salvadori, 1893 - Kuina mundyi Hachisuka, 1937 (según dibujo de Mundy) |